# 116e méridien est
En géographie, le 116e méridien est est le méridien joignant les points de la surface de la Terre dont la longitude est égale à 116° est.

## Géographie

### Dimensions
Comme tous les autres méridiens, la longueur du 116e méridien correspond à une demi-circonférence terrestre, soit 20 003,932 km. Au niveau de l'équateur, il est distant du méridien de Greenwich de 12 913 km,.
Avec le 64e méridien ouest, il forme un grand cercle passant par les pôles géographiques terrestres.

### Régions traversées
En commençant par le pôle Nord et descendant vers le sud au pôle Sud, Le 116e méridien est passe par:
| Coordonnées           | Pays, territoire ou mer  | Notes |
| --------------------- | ------------------------ | --- |
| 90° 00′ N, 116° 00′ E | Océan Arctique           | |
| 78° 49′ N, 116° 00′ E | Mer de Laptev            | |
| 74° 21′ N, 116° 00′ E | Russie                   | République de Sakha — Île Peschany (en) |
| 74° 16′ N, 116° 00′ E | Mer de Laptev            | |
| 73° 41′ N, 116° 00′ E | Russie                   | République de Sakha Oblast d'Irkoutsk — à partir de 60° 28′ N, 116° 00′ E République de Bouriatie — à partir de 57° 14′ N, 116° 00′ E Oblast d'Irkoutsk — à partir de 57° 03′ N, 116° 00′ E Kraï de Transbaïkalie — à partir de 56° 52′ N, 116° 00′ E République de Bouriatie — à partir de 55° 22′ N, 116° 00′ E Kraï de Transbaïkalie — à partir de 54° 28′ N, 116° 00′ E |
| 49° 59′ N, 116° 00′ E | Mongolie                 | |
| 48° 42′ N, 116° 00′ E | Chine                    | Mongolie Intérieure |
| 47° 43′ N, 116° 00′ E | Mongolie                 | |
| 45° 38′ N, 116° 00′ E | Chine                    | Mongolie Intérieure Hebei – à partir de 41° 46′ N, 116° 00′ E Beijing – à partir de 40° 34′ N, 116° 00′ E Hebei – à partir de 39° 32′ N, 116° 00′ E Shandong – à partir de 37° 21′ N, 116° 00′ E Henan – sur environ 8 km à partir de 36° 03′ N, 116° 00′ E Shandong – à partir de 35° 58′ N, 116° 00′ E Henan – à partir de 34° 34′ N, 116° 00′ E Anhui – à partir de 33° 52′ N, 116° 00′ E Hubei – sur environ 10 km à partir de 31° 01′ N, 116° 00′ E Anhui – à partir de 30° 57′ N, 116° 00′ E Hubei – à partir de 30° 14′ N, 116° 00′ E Jiangxi – à partir de 29° 44′ N, 116° 00′ E, passe juste à l'est de Nanchang (at 28° 40′ N, 115° 53′ E) Fujian – à partir de 25° 27′ N, 116° 00′ E Guangdong – à partir de 24° 51′ N, 116° 00′ E |
| 22° 50′ N, 116° 00′ E | Mer de Chine méridionale | Passe par les Îles Spratly disputées par 4 pays riverains. |
| 5° 48′ N, 116° 00′ E  | Malaisie                 | Sabah – sur l'île de Borneo |
| 4° 21′ N, 116° 00′ E  | Indonésie                | Kalimantan du Nord Kalimantan oriental Kalimantan du Sud |
| 3° 31′ S, 116° 00′ E  | Mer de Java              | Passe juste à l'ouest de Île Laut, Indonésie (à 3° 41′ S, 116° 01′ E) Passe juste à l'est des Îles Kangean, Indonésie (à 6° 57′ S, 115° 55′ E) |
| 7° 12′ S, 116° 00′ E  | Mer de Bali              | |
| 8° 44′ S, 116° 00′ E  | Indonésie                | Île de Lombok |
| 8° 54′ S, 116° 00′ E  | Océan indien             | |
| 21° 02′ S, 116° 00′ E | Australie                | Australie-Occidentale – passe juste à l'est de Perth (à 31° 57′ S, 115° 52′ E) |
| 34° 51′ S, 116° 00′ E | Océan indien             | Les autorités australiennes considèrent cette zone comme partie de l'Océan Austral, |
| 60° 00′ S, 116° 00′ E | Océan Austral            | |
| 66° 21′ S, 116° 00′ E | Antarctique              | Territoire antarctique australien, Territoires revendiqués par l' Australie |